# Piano di Londra

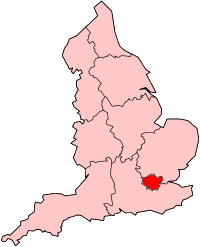
Il Piano di Londra definisce strategie per la Grande Londra

Il Piano di Londra (in inglese London Plan) è la strategia di sviluppo territoriale, redatta dal Sindaco di Londra e pubblicata dall'Autorità della Grande Londra, per l'area della Grande Londra nel Regno Unito. Il piano viene aggiornato periodicamente.
Il primo documento di pianificazione regionale è stato pubblicato in forma definitiva il 10 febbraio 2004. Oltre alle modifiche minori, è stato sostanzialmente rivisto e ripubblicato nel febbraio 2008 e di nuovo nel luglio 2011.
Nell'ottobre 2013 alcune modifiche minori sono state apportate al piano per rispettare il nuovo Quadro normativo nazionale di pianificazione (National Planning Policy Framework) e altri cambiamenti nella politica nazionale.
Una nuova versione del Piano di Londra è stata pubblicata nel marzo 2016 e successivamente emendata nel gennaio 2017 per correzioni tipografiche, con una data formale di validità fino al 2036.
Nel marzo 2021, un nuovo Piano di Londra è stato adottato dall'Autorità della Grande Londra, con una prospettiva di pianificazione per i successivi 20–25 anni.

## Mandato
Il piano ha sostituito la precedente guida di pianificazione strategica per Londra, emessa dal Segretario di Stato e nota come RPG3. Si trattava di un requisito del Greater London Authority Act del 1999 che il documento venisse prodotto e che si occupasse solo di questioni che sono di importanza strategica per la Grande Londra. La legge richiedeva anche che il Piano di Londra includesse nel suo campo di applicazione: 
- la salute dei londinesi,
- pari opportunità,
- contributo allo sviluppo sostenibile nel Regno Unito.

## Obiettivi
Il Piano è una strategia di sviluppo territoriale per l'area della Grande Londra e comprende sei obiettivi.
Gli obiettivi originari del 2004 erano:
1. Accogliere la crescita di Londra all'interno dei suoi confini senza invadere gli spazi aperti
2. Rendere Londra una città migliore in cui vivere
3. Rendere Londra una città più prospera con una crescita economica forte e diversificata
4. Promuovere l'inclusione sociale e affrontare la povertà e la discriminazione
5. Migliorare l'accessibilità di Londra
6. Rendere Londra una città più attraente, ben progettata e verde»

(London Plan, 2004)
Gli obiettivi erano stati aggiornati in precedenza, nel 2008, a seguito del Greater London Authority Act del 2007:
1. Ospitare la crescita di Londra all'interno dei suoi confini, senza invadere spazi aperti
2. Rendere Londra una città più sana e migliore per le persone che vi risiedono
3. Rendere Londra una città più prospera con una crescita economica forte e diversificata a lungo termine
4. Promuovere l'inclusione sociale e combattere la povertà e la discriminazione
5. Migliorare l'accessibilità di Londra
6. Rendere Londra un'esemplare città nella mitigazione e l'adattamento dei cambiamenti climatici e una più attraente città, ben progettata e verde»

(London Plan, 2008)
Gli obiettivi adottati dalle revisioni del 2011 e del 2016 sono di garantire che Londra sia:
1. una città che affronta le sfide della crescita economica e demografica
2. una città internazionale competitiva e di successo
3. una città di quartieri diversi, forti, sicuri e accessibili
4. una città che delizia i sensi
5. una città che diventa leader mondiale nel miglioramento dell'ambiente
6. una città dove è facile, sicuro e comodo per tutti accedere a lavoro, opportunità e servizi»

(London Plan, 2011 e London Plan, 2016)
Gli obiettivi adottati dal Piano di Londra 2021 sono di garantire che Londra stia:
1. Sfruttando il territorio in maniera ottimale: promuovere l'uso efficiente del territorio e soddisfare i bisogni di una popolazione in crescita entro i confini limitati della città.
2. Costruendo comunità forti e inclusive: favorire l’integrazione sociale, la partecipazione della comunità e assicurare che tutti i londinesi abbiano accesso a servizi e strutture di qualità.
3. Creando una città sana: migliorare la salute e il benessere dei londinesi affrontando le disuguaglianze ambientali e sanitarie.
4. Fornendo le abitazioni di cui i londinesi hanno bisogno: aumentare l'offerta di abitazioni a prezzi accessibili e rispondere alle diverse esigenze abitative dei residenti.
5. Favorendo la crescita di un'economia solida: creare opportunità per tutti i londinesi e garantire che l’economia della città sia robusta, diversificata e inclusiva.
6. Aumentando l'efficienza e la resilienza: rendere Londra più resiliente alle sfide del cambiamento climatico e aumentare l'efficienza delle infrastrutture cittadine.»

(London Plan, 2021)

## Linea politica
Il Piano del 2021 comprendeva i seguenti capitoli:
| Capitolo   | Titolo                                              | Sintesi |
| ---------- | --------------------------------------------------- | --- |
| 1          | Pianificare il futuro di Londra - Crescita positiva | Si concentra sulla costruzione di comunità inclusive, sull'uso efficiente del territorio, sulla promozione di una città sana, sulla fornitura delle abitazioni necessarie, sulla crescita economica e sull’aumento della resilienza. |
| 2          | Schemi di sviluppo territoriale                     | Aree di opportunità, sviluppo strategico, luoghi di crescita, la Zona delle Attività Centrali (Central Activities Zone), centri urbani, progetto "Sutton Link", e rigenerazione locale.                                              |
| 3          | Progettazione                                       | Il carattere di Londra, infrastrutture verdi, ottimizzazione della capacità dei siti, progettazione inclusiva e varie politiche di progettazione tra cui edifici alti e spazio pubblico.                                             |
| 4          | Abitazioni                                          | Aumento dell'offerta abitativa, abitazioni a prezzi accessibili, sistemazioni specializzate (case di riposo e studentati). |
| 5          | Infrastrutture sociali                              | Infrastrutture sociali, tra cui strutture sanitarie e servizi di assistenza sociale, istruzione, parchi giochi, impianti sportivi, bagni pubblici e spazi per sepolture.                                                             |
| 6          | Economia                                            | Spazi per uffici, spazi commerciali, spazi di lavoro accessibili, aree industriali, crescita settoriale, commercio al dettaglio e sviluppo delle competenze.                                                                         |
| 7          | Patrimonio e cultura                                | Conservazione storica, siti patrimonio dell'umanità, vedute strategiche, cultura e industrie creative, economia della notte, e protezione dei pub.                                                                                   |
| 8          | Infrastrutture verdi e ambiente naturale            | Infrastrutture verdi, la "Cintura Verde", spazi aperti, verde urbano, biodiversità, alberi, coltivazione alimentare e geodiversità.                                                                                                  |
| 9          | Infrastrutture sostenibili                          | Qualità dell'aria, minimizzazione delle emissioni, infrastrutture energetiche, gestione del rischio da calore, infrastrutture idriche, connettività digitale, gestione dei rifiuti e protezione delle vie d’acqua.                   |
| 10         | Trasporti                                           | Progetto "Sutton Link", trasporti strategici, strade salutari e mobilità attiva, infrastrutture di trasporto, finanziamento della mobilità sostenibile.                                                                              |
| 11         | Finanziamento del Piano di Londra                   | Implementazione del piano, obblighi finanziari, coordinamento degli investimenti, allocazione delle risorse. |
| 12         | Monitoraggio                                        | Monitoraggio delle prestazioni, valutazione dell’impatto delle politiche, strategie adattive, rendicontazione e trasparenza. |
| Allegato 1 | Rete dei centri urbani                              | Classifica i centri urbani più grandi di Londra in cinque categorie: internazionali, metropolitani, principali e distrettuali, oltre ai cluster commerciali della Zona delle Attività Centrali.                                      |
| Allegato 2 | Borghi dell'inner e dell'outer London               | Mappa della Zona delle Attività Centrali, inner e outer London. |
| Allegato 3 | Glossario                                           | |

### Aree di opportunità
Le aree di opportunità nella versione del Piano di Londra del 2021 sono designate per uno sviluppo significativo, volto a sostenere nuove abitazioni, iniziative commerciali e miglioramenti infrastrutturali. Queste aree sono collegate a miglioramenti del trasporto pubblico esistenti o pianificati e si prevede che supportino un minimo di 5 000 nuovi posti di lavoro o 2 500 abitazioni, oppure una combinazione di entrambi. I borghi utilizzano questi dati come punti di partenza per lo sviluppo delle politiche e li affinano tramite ulteriori valutazioni. Sovrapponendosi alle aree strategiche per la rigenerazione, le aree di opportunità sono pensate per supportare una crescita inclusiva a livello cittadino. Il ruolo del Sindaco include garantire che queste aree raggiungano il loro pieno potenziale, promuovendo investimenti e supervisionando uno sviluppo che rispetti il carattere dell'area. I quadri di pianificazione delle aree di opportunità guidano le fasi iniziali dello sviluppo, ponendo l'accento sulla creazione di posti di lavoro, abitazioni, trasporti e accesso ai servizi, con un approccio collaborativo che coinvolge comunità locali e parti interessate.

### Subregioni di Londra

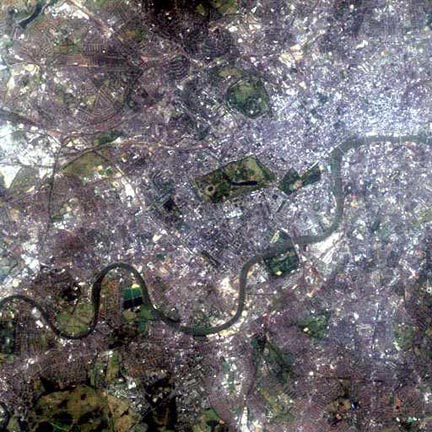
Lo sviluppo non può sconfinare in aree verdi

Ai fini del piano, Londra è divisa in cinque subregioni. Dal 2004 al 2008, le subregioni erano inizialmente le stesse aree del Learning and Skills Council istituito nel 1999. All'interno di questo schema vi era una subregione Centrale separata e altre quattro intorno a questa; la parte di Londra comprendente la zona del Thames Gateway era interamente contenuto all'interno della subregione Est. Le subregioni del periodo 2004-2008 avevano ognuna un "Quadro di sviluppo subregionale (Sub-Regional Development Framework).
Le subregioni sono state riviste nel febbraio del 2008 nell'ambito delle ulteriori modifiche al Piano di Londra; ciascuna di queste subregioni s'irradiavano dal centro, comprendendo borghi dell'Inner London e dell'Outer London.
Le subregioni del periodo 2008-2011, avevano ognuna il proprio "Quadro subregionale di attuazione" (Sub Regional Implementation Framework). Nel 2011 le subregioni sono state riviste nuovamente, reintroducendo una subregione Centrale, più piccola rispetto alla subregione del 2004, e restituendo tutta la parte londinese del Thames Gateway all'interno della subregione Est. Le subregioni introdotte nel 2011 vengono utilizzate per monitoraggi statutari e l'allocazione delle risorse. Durante queste revisioni è stato un separatamente definita Zona di attività Centrale (Central Activities Zone) comprendente le aree con una elevata concentrazione di attività metropolitane.

### Centri di attività
Il Piano di Londra individua 201 centri di attività nella città. Tutti i centri di attività sono classificati in:
- 2 centri internazionali
- 14 centri metropolitani
- 36 centri principali
- 149 centri distrettuali

Nel piano si fa inoltre riferimento a centri locali e di quartiere più piccoli, ma questi non sono elencati.
| Centri internazionali (2) | Knightsbridge e il West End |
| Centri metropolitani (14) | Bromley, Canary Wharf, Croydon, Ealing, Harrow, Hounslow, Ilford, Kingston, Romford, Shepherd's Bush, Stratford, Sutton, Uxbridge e Wood Green |
| Centri maggiori (36)      | Angel, Barking, Bexleyheath, Brixton, Camden Town, Canada Water, Catford, Chiswick, Clapham Junction, Dalston, East Ham, Edgware, Elephant and Castle/Walworth Road, Eltham, Enfield Town, Fulham, Hackney Central, Hammersmith, Kensington High Street, Kilburn, King's Road (East), Lewisham, Nag's Head, Orpington, Peckham, Putney, Queensway/Westbourne Grove, Richmond, Southall, Streatham, Tooting, Walthamstow, Wandsworth, Wembley, Wimbledon, Woolwich |
| Centri distrettuali (149) | Acton, Addiscombe, Angel Edmonton, Archway, Bakers Arms, Balham, Barkingside, Beckenham, Bethnal Green, Blackheath, Brent Street, Brentford, Brick Lane, Brompton Cross, Bruce Grove/Tottenham High Road, Burnt Oak, Camberwell, Canning Town, Carshalton Village, Chadwell Heath, Cheam Village, Chipping Barnet, Chrisp Street, Church End Finchley, Clapham High Street, Colindale/The Hyde, Collier Row, Coulsdon, Crayford, Cricklewood, Crouch End, Dagenham Heathway, Deptford, Downham, Dulwich–Lordship Lane, Ealing Road, Earls Court Road, Earlsfield, East Beckton, East Finchley, East Greenwich, East Sheen, Eastcote, Edgware Road/Church Street, Edmonton Green, Elm Park, Erith, Feltham High Street, Finsbury Park, Forest Gate, Forest Hill, Fulham Road, Gants Hill, Golders Green, Green Lane, Green Lanes, Green Street, Greenford, Greenwich West, Hampstead, Hanwell, Harlesden, Harold Hill, Harrow Road, Hayes, Hendon Central, Herne Hill, Highams Park, Hornchurch, Kentish Town, Kenton, King's Road (west), Kingsbury, Lavender Hill/Queenstown Road, Lee Green, Leyton, Leytonstone, Mill Hill, Mitcham, Morden, Muswell Hill, Neasden, New Addington, New Barnet, New Cross and New Cross Gate, New Malden, Norbury, North Cheam, North Chingford, North Finchley, North Harrow, Northwood, Notting Hill Gate, Palmers Green, Penge, Petts Wood, Pinner, Plumstead, Portobello, Praed Street/Paddington, Preston Road, Purley, Rainham, Rayners Lane, Roman Road (east), Roman Road (west), Rosehill, Ruislip, St John's Wood, Selsdon, Sidcup, South Chingford, South Harrow, South Kensington, South Norwood, South Woodford, Southgate, Stamford Hill, Stanmore, Stockwell, Stoke Newington, Surbiton, Swiss Cottage/Finchley Road, Sydenham, Teddington, Temple Fortune, Thamesmead, Thornton Heath, Tolworth, Twickenham, Upminster, Upper Norwood/Crystal Palace, Wallington, Wanstead, Watney Market, Wealdstone, Welling, Wembley Park, West Green Road/Seven Sisters, West Hampstead, West Norwood/Tulse Hill, West Wickham, Whetstone, Whitechapel, Whitton, Willesden Green, Wood Street, Worcester Park, Yiewsley/West Drayton |

## Modifiche al Piano
Vi sono state una serie di modifiche al Piano di Londra che sono state incorporate nell'attuale versione pubblicata nel febbraio 2008. Le prime modifiche riguardavano gli obiettivi di disponibilità di alloggi, la gestione dei rifiuti e delle risorse minerarie. Ulteriori modifiche al piano hanno riguardato temi come il cambiamento climatico, il ruolo di Londra come città globale, l'economia cittadina, l'edilizia residenziale, la lotta contro l'esclusione sociale, i trasporti, la geografia (considerando sia le aree centrali che quelle periferiche), la vivibilità (inclusi sicurezza, ordine pubblico e spazi aperti) e i Giochi Olimpici e Paralimpici del 2012.
Il Sindaco di Londra ha acquisito nuovi poteri statutari a seguito del Greater London Authority Act del 2007.
A seguito del cambio di sindaco nel 2008, una nuova revisione è stata avviata nel luglio dello stesso anno e una nuova versione del Piano di Londra è stata pubblicata nel luglio 2011. Da questa data, sono state apportate modifiche per garantire la piena conformità con il Quadro della politica di pianificazione nazionale (National Planning Policy Framework).
Nel 2013, il sindaco di Londra Boris Johnson ha proposto modifiche minori al Piano di Londra con l'obiettivo di impedire ai borghi londinesi di stabilire tetti agli affitti o fissare obiettivi per le abitazioni in affitto a prezzi accessibili nei propri strumenti di pianificazione locale. Le modifiche sono state approvate con un voto dell'Assemblea di Londra nel settembre 2013.

Le modifiche apportate a partire dal luglio 2011 sono state consolidate nel Piano di Londra pubblicato nel marzo 2016, successivamente ristampato con correzioni tipografiche nel gennaio 2017.
A seguito del cambio di sindaco nel 2016, Sadiq Khan ha delineato nuove proposte per la creazione di un nuovo Piano di Londra. Una bozza del piano è stata pubblicata nel dicembre 2017 e la versione finale è entrata formalmente in vigore il 2 marzo 2021.
| Data                                                                 | Documento                                                                             |
| -------------------------------------------------------------------- | ------------------------------------------------------------------------------------- |
| Febbraio 2004                                                        | The London Plan                                                                       |
| Ottobre 2005                                                         | Draft Alterations to the London Plan: Housing Provision Targets Waste and Minerals    |
| Dicembre 2005                                                        | Reviewing the London Plan: Statement of Intent from the Mayor                         |
| Settembre 2006                                                       | Draft Further Alterations to the London Plan                                          |
| Dicembre 2006                                                        | Early Alterations to the London Plan on Housing provision targets, waste and minerals |
| Febbraio 2008                                                        | The London Plan: Consolidated with Alterations since 2004                             |
| Luglio 2008                                                          | Planning for a better London                                                          |
| Aprile 2009                                                          | A new plan for London: Proposals for the Mayor's London Plan                          |
| Ottobre 2009                                                         | The London Plan: Consultation draft replacement plan                                  |
| Dicembre 2009                                                        | Minor alteration to the consultation draft replacement London Plan                    |
| Aprile 2010                                                          | Crossrail Alterations                                                                 |
| Luglio 2011                                                          | The London Plan (Archiviato il 30 ottobre 2011 in Internet Archive.)                  |
| Febbraio 2012                                                        | Early Minor Alterations to the London Plan                                            |
| Ottobre 2013                                                         | Revised Early Minor Alterations to the London Plan                                    |
| Marzo 2015                                                           | Further Alterations to the London Plan                                                |
| Marzo 2016 (con le correzioni tipografiche apportate a gennaio 2017) | The London Plan 2016 (Archiviato il 2 luglio 2023 in Internet Archive.)               |
| Dicembre 2017                                                        | Draft version of the updated London Plan released for consultation                    |
| Agosto 2018                                                          | Minor changes published                                                               |
| Marzo 2021                                                           | The London Plan 2021 (Archiviato il 25 maggio 2023 in Internet Archive.)              |